# War Machine (Marvel)
War Machine (James Rupert Rhodes) is een fictieve superheld uit de strips van Marvel Comics. Hij is vooral bekend als een bondgenoot van Iron Man, wiens identiteit hij ook een keer had aangenomen. War Machine werd bedacht door David Michelinie en Bob Layton.
De Nederlandse Marvel stem van War Machine wordt ingesproken door Ayrton Kirchner, voorheen waren dit Just Meijer en Sander de Heer.

## Biografie
James Rupert Rhodes werd geboren in Philadelphia, Pennsylvania. Hij kwam in zijn jeugd geregeld in moeilijkheden met de politie wegens vechten - niet omdat hij een misdadige inslag had, maar juist omdat hij geen onrecht kon verdragen en op de vuist ging met jeugdige bendeleden. Later kwam hij bij het leger te werken, en nog later als militaire huurling.
Hij ontmoette de rijke zakenman Tony Stark tijdens een vliegmissie in Vietnam. Rhodes' helikopter werd neergeschoten door de Vietcong. Terwijl James probeerde het toestel weer aan de praat te krijgen ontmoette hij Tony, die net daarvoor was ontsnapt aan een gevangeniskamp dankzij een zelfgemaakt harnas. Tony nam bij zijn ontsnapping James mee.
Na de Vietnamoorlog gebruikte Tony het harnas om de held Iron Man te worden. James was als een van de weinigen op de hoogte van Iron Mans ware identiteit, en werd een van zijn grootste vertrouwelingen. Toen Stark zijn bedrijf verloor aan Obadiah Stane, dreef dit hem tijdelijk tot alcoholisme. In die tijd nam James uit nood Tony’s rol als Iron Man over.
Later ontwierp Tony een alternatieve versie van het Iron Man-harnas. Dit harnas was zwart-met-zilver, en voorzien van zwaardere wapens. Toen James dacht dat Tony was omgekomen, nam hij dit nieuwe harnas over om de held War Machine te worden. Als War Machine vocht James geregeld mee met Iron Man en diens eigen team, Force Works.
Het originele War Machine-harnas werd uiteindelijk vernietigd, maar James kreeg een nieuw buitenaards harnas genaamd de Eidolon Warwear. Ook dit harnas hield maar tijdelijk stand. Na zijn tweede harnas te zijn verloren, deed James een tijdje afstand van het superheldenbestaan. In Avengers: The Initiative #1 werd hij toch weer War Machine met behulp van een derde harnas; dit diende tevens om ernstige verminkingen als gevolg van een terroristische aanval op een vliegbasis te compenseren. Tony Stark had hem voorzien van cybernetische ledematen, en protheses voor zijn vernielde rechteroog en kaak. Enige tijd later kon hij van een gekloond nieuw lichaam worden voorzien; toch zette hij zijn werk als War Machine voort. In die functie kwam hij jaren later om, in gevecht met de wrede Thanos.

## Krachten en vaardigheden
Van nature heeft James Rhodes geen superkrachten. Al zijn vaardigheden dankt hij aan de harnassen die hij in de loop der jaren heeft gebruikt.
Het harnas van War Machine geeft de drager bovenmenselijke kracht in de 100 ton-klasse en de gave om met meer dan supersonische snelheid te vliegen. Het harnas omvat veel wapensystemen, deels energiestralen, deels conventionele projectielen. Een interne computer helpt de drager deze wapens optimaal te kunnen gebruiken. Het harnas is zwaar gepantserd, beschikt over stealthtechnologie en een intern systeem om de zuurstof voor de drager op peil te houden.
De buitenaardse versie van het harnas kon inkrimpen tot het formaat van een tatoeage, die James op zijn torso droeg. De rechterarm van dit harnas kon veranderen in een zwaardachtig wapen.
Als cyborg beschikte Rhodes over nog uitgebreidere krachten; hij kon met krachtige elektromagnetische velden voertuigen, machines en wapens ontmantelen en in zijn eigen mechanische lichaam integreren. Cybernetische implantaten in zijn hersenen gaven hem toegang tot wereldwijde informatiesystemen en bovenmenselijke dataopslag en -verwerkingscapaciteit.

## Andere versies
- In de reeks Marvel 1602: New World komt een personage voor genaamd Rupert Rhodes, die een dienaar is van Lord Iron (de Iron Man uit deze wereld).

- In het MC2-universum kreeg James zelf superkrachten na te zijn blootgesteld aan experimentele microscopische robots. Deze robots tastten echter ook James’ hersens aan waardoor hij een humanoïde robot werd.

- In het Ultimate Marvel-universum komt ook een versie van James Rhodes voor. Net als zijn tegenhanger uit de Earth-616 continuïteit werd deze versie van James door een harnas gelijk aan dat van Iron Man de held War Machine.

## In andere media

### Televisie
- War Machine was een regelmatig terugkerend personage in de animatieserie Iron Man, waarin zijn stem werd gedaan door James Avery in seizoen 1, en door Dorian Harewood in seizoen 2.
- Deze versie van War Machine had ook gastrollen in de animatieseries X-Men, Spider-Man en The Incredible Hulk.

### Videospellen
- War Machine is een bespeelbaar personage in Capcom's Marvel vs. Capcom serie.

- War Machine is een alternatief kostuum voor Iron Man in de spellen X-Men Legends II: Rise of Apocalypse en Marvel: Ultimate Alliance.

### Films
- In de animatiefilm Ultimate Avengers 2 raakt Tony Starks Iron Man-harnas beschadigd, dus vervangt hij dit harnas tijdelijk door dat van War Machine. James Rhodes wordt in de film niet gezien.

- James Rhodes komt wel voor in de animatiefilm The Invincible Iron Man uit 2007. Hierin werd zijn stem gedaan door Rodney Saulsberry. In de film is Rhodes een voormalige legerarts die Tony vergezelt naar China om een verloren stad op te graven. Hij helpt Tony later diens eerste Iron Man-harnas te maken.

### Marvel Cinematic Universe
James Rhodes komt voor in de 3 Iron Man-films uit het Marvel Cinematic Universe. In Iron Man uit 2008 wordt hij gespeeld door Terrence Howard. In de film is hij een luitenant-kolonel van het Amerikaanse leger. Hij is ook Tony Starks vertrouweling. In de film wordt hij niet War Machine. In onder andere Iron Man 2, Iron Man 3 en Avengers: Age of Ultron wordt hij gespeeld door Don Cheadle. In de tweede Iron Man-film wordt hij War Machine nadat hij gedwongen is een van Tony's harnassen te stelen om een dronken Tony ervan te weerhouden een feestje uit de hand te laten lopen. Aan het eind van de film besluit hij het harnas te houden. In de derde Iron Man-film is hij nog steeds War Machine, maar zijn harnas is nu geschilderd in de kleuren van de Amerikaanse vlag (gemodelleerd naar de Iron Patriot, een alter ego van Norman Osborne in de strips). Hij komt niet voor in de Avengers-film die zich chronologisch tussen Iron Man 2 en 3 afspeelt. Wel speelt hij een rol in Avengers: Age of Ultron. Hier is hij aanwezig op een feestje dat Tony Stark geeft. Later is hij aanwezig tijdens het laatste gevecht tegen Ultron. Nadat Ultron verslagen is, wordt de Hulk vermist en besluiten Iron Man, Thor en Hawkeye de Avengers te verlaten en wordt er een nieuwe groep Avengers opgericht, waar War Machine lid van is. In Captain America: Civil War duikt War Machine opnieuw op. Tijdens een achtervolging wordt hij echter per ongeluk geraakt door The Vision, waarna hij verlamd raakt. Na het laatste gevecht tussen Captain America en Iron Man, waarbij beiden gewond raken en de Civil War eindigt, zien we hoe War Machine opnieuw leert lopen met hulp van Tony Stark. Later verscheen hij ook nog in Avengers: Infinity War. In de post-credit scene van de film Captain Marvel (2019) waarschuwt War Machine Captain America en Black Widow dat een gevonden apparaat uit is gevallen. Tevens is hij te zien in de film Avengers: Endgame (2019) en de televisieserie voor de streamingdienst Disney+, The Falcon and the Winter Soldier (2021) waarin hij met Sam Wilson praat over zijn keuze om Captain America's schild weg te geven. Een alternatieve serie van Rhodey verschijnt in de animatieserie What If...? (2021) op Disney+ waarin zijn stem wordt ingesproken door Don Cheadle.
Tijdens de opmars van de Super-Skrulls op aarde, is James Rhodes de adviseur van de president van de Verenigde Staten. Hij onderzoekt de moord op Maria Hill, en ontslaat Nick Fury. Echter blijkt Rhodes later voor een bepaalde tijd een Skrull te zijn geweest, genaamd Raava.

###### War Machine in films en series
- Iron Man (2008)
- Iron Man 2 (2010)
- Iron Man 3 (2013)
- Avengers: Age of Ultron (2015)
- Captain America: Civil War (2016)
- Avengers: Infinity War (2018)
- Captain Marvel (2019) (post-credit scène)
- Avengers: Endgame (2019)
- The Falcon and the Winter Soldier (2021) (Disney+)
- What If…? (2021) (stem) (Disney+)
- Secret Invasion (2023) (Disney+)